# Airbus A300

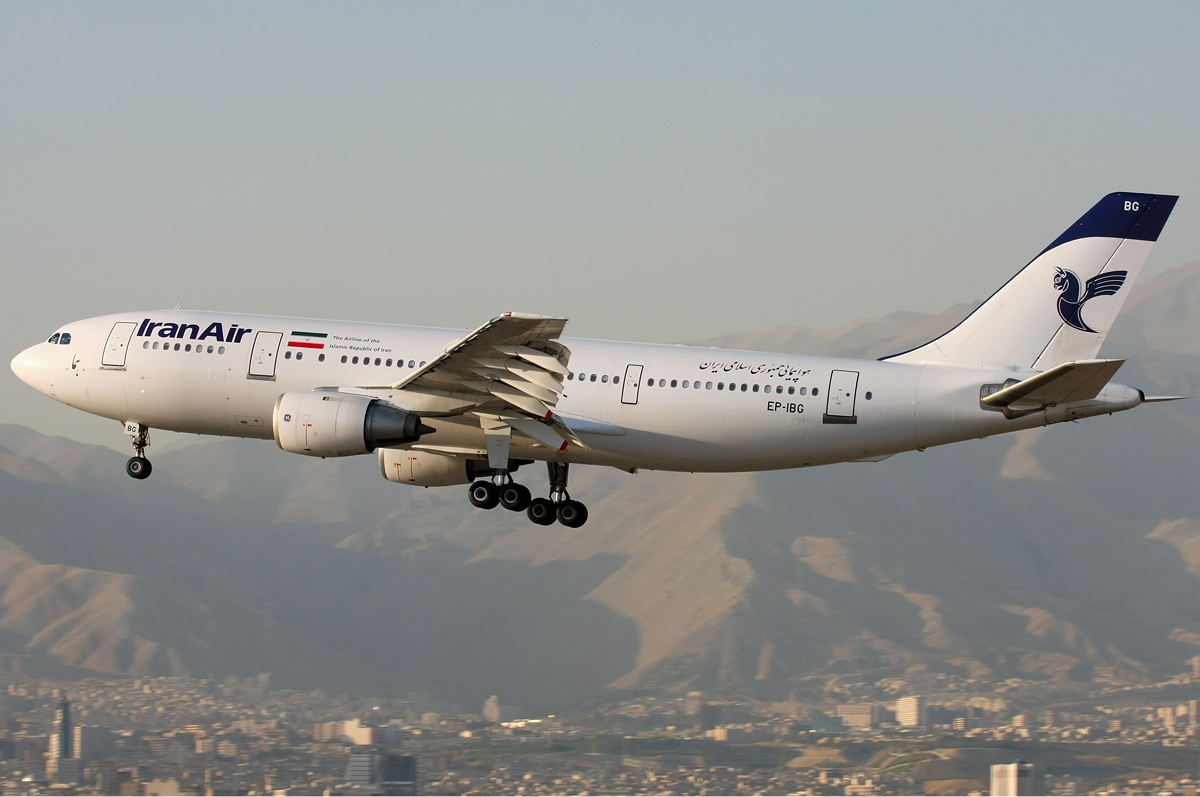
Airbus A300 linii Iran Air

Airbus A300 – szerokokadłubowy samolot pasażerski lub transportowy średniego i dalekiego zasięgu. Powstał w 1972 roku jako pierwszy na świecie dwusilnikowy samolot szerokokadłubowy. Jest pierwszym produktem Airbusa, europejskiego konsorcjum firm prowadzących badania nad aeronautyką, kontrolowane przez EADS. Airbus A300 może zabrać na pokład 266 pasażerów w układzie dwóch klas z maksymalnym zasięgiem 7500 km przy pełnym obciążeniu (w zależności od modelu).

## Historia

### Geneza
Początek lat 60. XX wieku to wzrastająca dominacja amerykańskich producentów lotniczych na globalnym rynku cywilnych samolotów pasażerskich. Produkty Boeinga, Lockheeda, a pod koniec dekady McDonnell Douglas były z chęcią wybierane przez europejskie towarzystwa lotnicze, wypierając z europejskiego rynku europejskich producentów samolotów. Konkurencja pomiędzy wytwórniami podnosiła koszty, jakie firmy musiały ponosić, czyniąc produkcję mniej rentowną, a tym samym zagrażając istnieniu europejskich firm samolotowych na rynku. Skuteczną metodą na zażegnanie zagrożenia miała być współpraca. Efektywność owej współpracy, w której zaangażowane zostały podmioty z Wielkiej Brytanii i Francji, wykazano podczas budowy, rewolucyjnego jak na czasy powstania, naddźwiękowego samolotu pasażerskiego Concorde. Wraz ze wzrastającymi przewozami linie zaczęły poszukiwać maszyn o pojemności rzędu 100 pasażerów, przeznaczonych do obsługi krótkich i średnich tras. Z racji zadań, jakie stawiano przed nową konstrukcją, do samolotu przylgnęła nieoficjalna nazwa Airbus, czyli powietrzny autobus. Do wyścigu o zamówienia ruszyły brytyjskie British Aircraft Corporation i Hawker Siddeley, które wspólnie opracowały projekt nowego samolotu, bazując na swoich wcześniejszych doświadczeniach w budowie odpowiednio BAC One-Eleven i Hawker Siddeley Trident. Później Hawker Siddeley połączył siły z francuskimi Breguet i Nord Aviation, tworząc projekt oznaczony jako HBN 100. Inny francuski producent Sud Aviation, samodzielnie rozpoczął prace projektowe nad maszyną oznaczoną jako Galion. Z kolei niemieckie wytwórnie Dornier, Hamburger Flugzeugbau, Vereinigte Flugtechnische Werke, Messerschmitt oraz Siebelwerke-ATG, nawiązały współpracę, podpisując 2 lipca 1965 roku porozumienie o utworzeniu Studiengruppe Airbus; nazwę wkrótce zmieniono na Arbeitsgemeinschaft Airbus, aby ostatecznie 4 września 1967 roku przekształcić firmę w Deutsche Airbus. Celem nowej firmy było wspólne opracowanie nowej konstrukcji i/lub nawiązanie współpracy z potencjalnymi zagranicznymi partnerami. W październiku 1965 roku oczekiwania linii lotniczych względem nowej konstrukcji uległy jednak zmianie: do 200–225 miejsc wzrosła liczba pasażerów, jaką miała na swój pokład zabierać nowa maszyna, zwiększeniu do 1500 km uległ jej zasięg. Oczekiwano również, że koszty eksploatacji samolotu będą o 20–30% mniejsze niż Boeinga 727-200. Tym samym wszystkie dotychczasowe projekty, zakładające liczbę miejsc na poziomie 100, przestały być aktualne. W zaistniałej sytuacji, aby przeciwdziałać amerykańskiej dominacji, rządy Francji, Wielkiej Brytanii i Republiki Federalnej Niemiec (RFN) postanowiły wesprzeć finansowo po jednej z wytwórni z każdego kraju. Wytwórnie razem miałyby odpowiadać za budowę nowej konstrukcji. Wybrane zostały Hawker Siddeley, Sud Aviation i niemiecki konglomerat Arbeitsgemeinschaft Airbus. Podstawa prac miał być projekt dwusilnikowego, szerokokałdubowego HBN 100, który powstał w brytyjsko-francuskiej współpracy. Nowa konstrukcja otrzymała oznaczenie HSA 300. Litery HSA odpowiadały pierwszym literom nazw wytwórni Hawker, Sud i Arbeitsgemeinschaft. Takie oznaczenie nie spodobało się jednak stronie francuskiej, która twierdziła, iż skrót HSA, może być odczytywany jako Hawker Siddeley Aviation, tym samym nieuprawnienie promować brytyjską wytwórnie. Kompromisowym rozwiązaniem, zaakceptowanym przez wszystkie strony, okazało się być oznaczenie A300, w którym A oznaczało Airbusa, a liczba 300 – liczbę pasażerów.
15 października 1966 roku firmy zaangażowane w projekt A300, wystąpiły do swoich rządów o dofinansowanie. A300 miał być efektem współpracy europejskich podmiotów gospodarczych. Akcent został położony na współpracę, czemu wyraz dało podpisane 25 lipca 1967 roku porozumienie ministrów gospodarki i transportu Wielkiej Brytanii, Francji i RFN o podjęciu działań, mających z jednej strony doprowadzić do końca projekt A300, a z drugiej strony, akcentując cele, którymi była promocja i rozwój wspólnej, europejskiej myśli technicznej oraz przemysłu lotniczego. We wrześniu tego samego roku w Londynie podpisano porozumienie rozpoczynającą fazę projektową programu. Program budowy miał być finansowany ze środków budżetowych krajów kooperantów. Francja i Wielka Brytania ponosiły po 37,5% kosztów, a 25% RFN. Wiodącym producentem został Sud Aviation. Stanowisko kierownika zespołu projektowego powierzono inżynierowi Rogerowi Béteille.
Zamówienie na skonstruowanie tego samolotu złożyło American Airlines w 1966 r. w celu zastąpienia nim Boeinga 727. Wytyczne, jakie wydał klient, mówiły, że samolot powinien przewozić od 250 do 300 pasażerów i posiadać dwa silniki. Na podstawie tego projektu w 1992 skonstruowano samolot transportowy Airbus Beluga. Ukończony prototyp o znakach F-WUAB (numer seryjny 0001) wzniósł się do swojego dziewiczego lotu 28 października 1972 roku. Pierwszym użytkownikiem samolotu zostały linie Air France, które otrzymały samolot A300-B2-101 i znakach F-BVGA (nr fabryczny 005) 10 maja 1974 roku, a 23 maja tego samego roku maszyna wykonała swój pierwszy komercyjny lot na trasie Paryż – Londyn. Samolot służył we flocie francuskiego przewoźnika przez 23 lata i została złomowana w 1997 roku. Czterdzieści lat później, 10 maja 2014, Airbus uroczyście obchodził jubileusz wprowadzenia do służby A300. Ostatni lot komercyjny pasażerskiej wersji samolotu w barwach europejskiego przewoźnika, którym były linie Monarch Airlines wykonano w kwietniu 2014 roku.
Ostatni egzemplarz w wersji transportowej został wyprodukowany 12 lipca 2007 na zamówienie firmy FedEx będącej jednym z głównych użytkowników tego typu samolotów – licząc łącznie z Airbusami A310, firma dysponuje flotą liczącą ponad 120 egzemplarzy tych samolotów. Jednocześnie w ofercie Airbusa zastąpiono transportowe wersje A300 dostępną od stycznia 2007 wersją A330-200F.
28 października 2022 roku Airbus A300 obchodzi 50 lat od swojego pierwszego lotu.

## Wypadki
- Katastrofa lotu Iran Air 655 – 3 lipca 1988 nad Zatoką Perską amerykański niszczyciel zestrzelił błędnie zidentyfikowany irański A300 z 290 osobami, nikt nie przeżył.
- Katastrofa lotu PIA 268 – 28 września 1992, pakistański A300 ze 167 osobami uderzył w ziemię w wyniku błędu pilota.
- Katastrofa lotu China Airlines 140 – 26 kwietnia 1994 A300B4 spadł z powodu przeciągnięcia, 264 osoby zginęły, 7 rannych.
- Katastrofa lotu Garuda Indonesia 152 – 26 września 1997, 234 osoby zginęły w wyniku CFIT, największa katastrofa w Indonezji.
- Katastrofa lotu China Airlines 676 – 16 lutego 1998 w rozbił się w czasie podchodzenia do lądowania w Tajpej, 203 ofiary.
- Katastrofa lotu American Airlines 587 – 12 listopada 2001, 265 osób zginęło z powodu utraty statecznika, druga pod względem skali katastrofa lotnicza w USA.
- Katastrofa lotu UPS Airlines 1354 – 14 sierpnia 2013, zginęła 2-osobowa załoga (wszyscy na pokładzie).

## Dostawy
|         | Suma | 2007 | 2006 | 2005 | 2004 | 2003 | 2002 | 2001 | 2000 | 1999 | 1998 | 1997 | 1996 | 1995 | 1994 | 1993 | 1992 | 1991 |
| ------- | ---- | ---- | ---- | ---- | ---- | ---- | ---- | ---- | ---- | ---- | ---- | ---- | ---- | ---- | ---- | ---- | ---- | ---- |
| Dostawy | 561  | 6    | 9    | 9    | 12   | 8    | 9    | 11   | 8    | 8    | 13   | 6    | 14   | 17   | 23   | 22   | 22   | 25   |

|         | 1990 | 1989 | 1988 | 1987 | 1986 | 1985 | 1984 | 1983 | 1982 | 1981 | 1980 | 1979 | 1978 | 1977 | 1976 | 1975 | 1974 |
| ------- | ---- | ---- | ---- | ---- | ---- | ---- | ---- | ---- | ---- | ---- | ---- | ---- | ---- | ---- | ---- | ---- | ---- |
| Dostawy | 19   | 24   | 17   | 11   | 10   | 16   | 19   | 19   | 46   | 38   | 39   | 26   | 15   | 15   | 13   | 8    | 4    |

## Użytkownicy
Największymi odbiorcami nowych samolotów były linie: UPS (53), FedEx (42), American Airlines (32), Eastern Airlines (34), Thai Airways International (33), Japan Air System (32), Korean Air (32), Air France (23), Lufthansa (23), EgyptAir (17), China Airlines (15), Pan American World Airways (12).
W 2012 największymi użytkownikami były linie: FedEx Express (71), UPS (53), Mahan Air (21), European Air Transport Leipzig (DHL) (17), Iran Air (14), Air Contractors (DHL) (11).

## Galeria

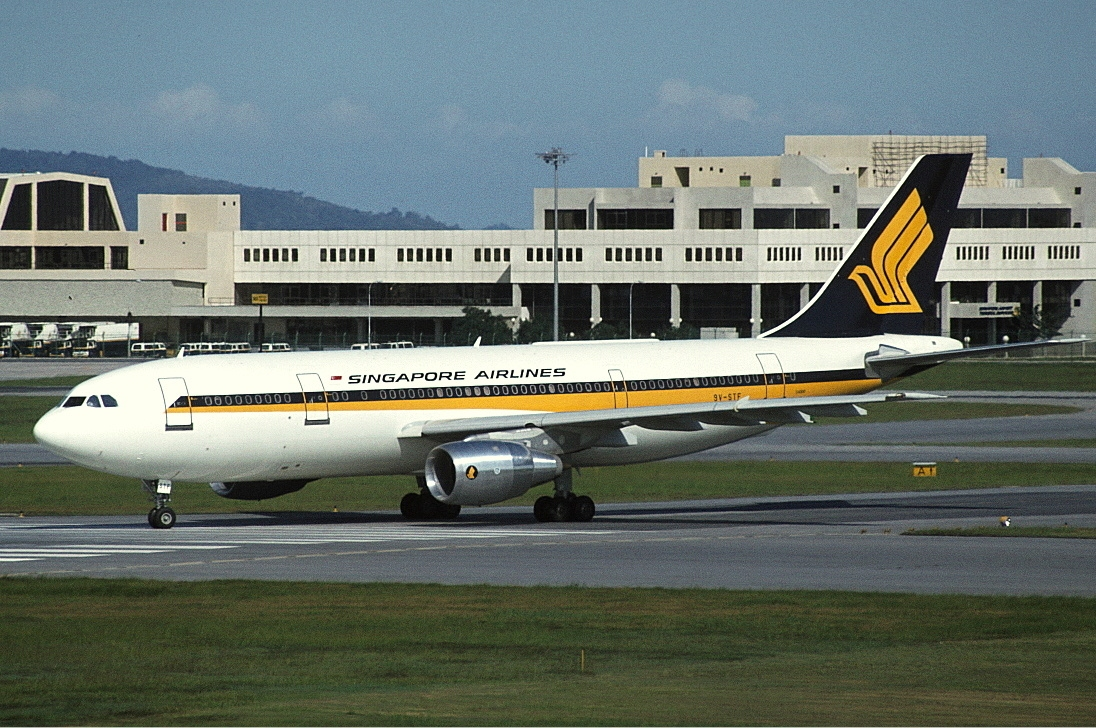
Airbus A300 w barwach linii Singapore Airlines w Porcie lotniczym Singapur-Changi (1983)
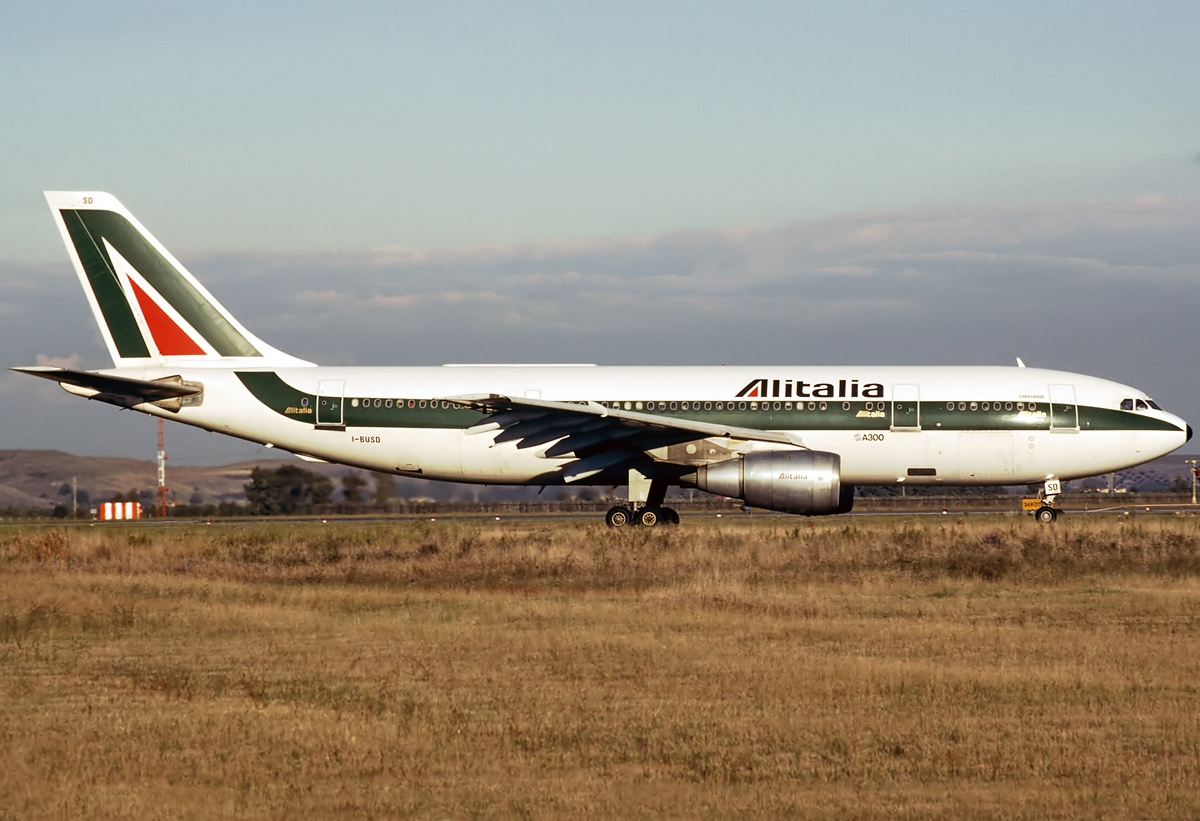
Airbus A300 w barwach linii Alitalia (1988)
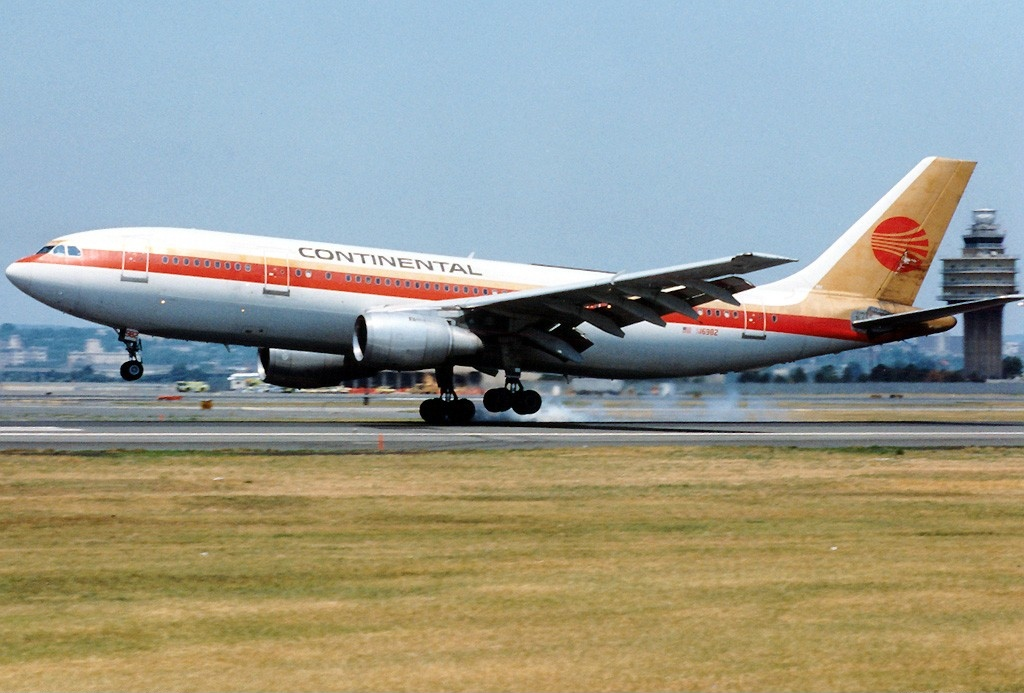
Airbus A300 w barwach Continental Airlines lądujący w Porcie lotniczym Newark-Liberty (1994)
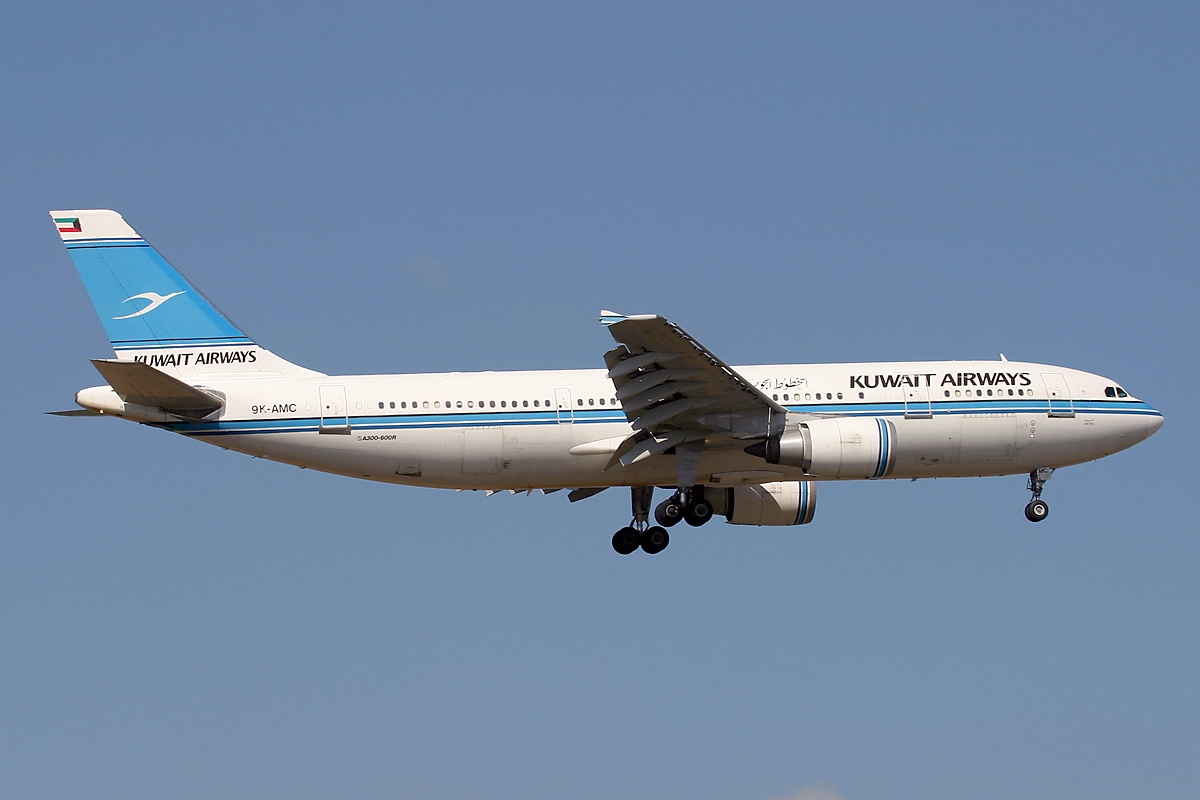
Airbus A300 w barwach Kuwait Airways (2003)
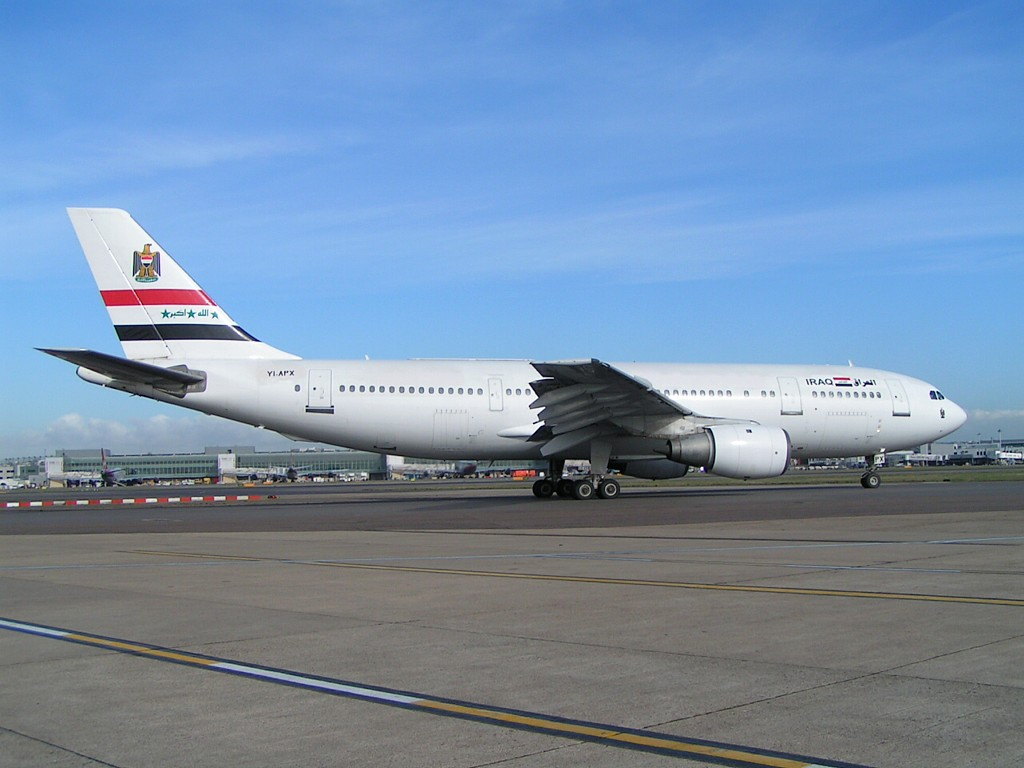
Airbus A300 należący do rządu Iraku (2009)
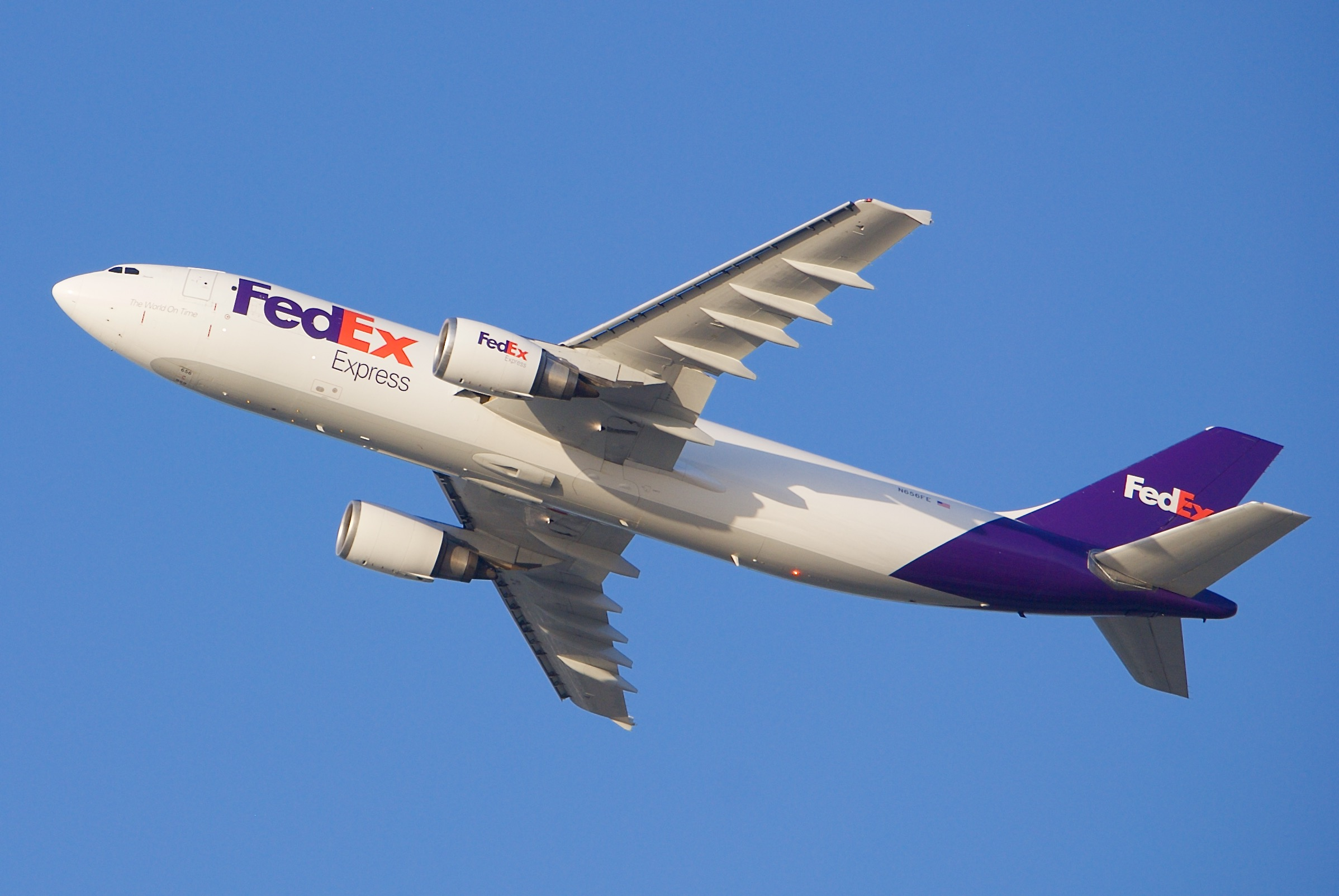
Airbus A300 w barwach FedEx Express startujący z Portu lotniczego San Jose (2016)

## Podobne konstrukcje
- Boeing 767
- Ił-86
- Lockheed L-1011 TriStar
- McDonnell Douglas DC-10